# 朴八峰
朴 八峰（パク・パルボン、朝鮮語: 박팔봉、1901年 - 1980年1月21日）は、大韓民国のジャーナリスト、政治家。第2代韓国国会議員。

## 経歴
現在の全羅南道高興郡出身。普通学校卒。東亜日報高興支局長、大韓青年団高興郡団長などを務めた。1950年の第2代総選挙に高興甲選挙区より無所属で出馬して当選し、国会議員を務めた。1980年に老衰により高興郡の自宅にて死去。享年80。